# دانیله گراناتا
دانیله گراناتا (انگلیسی: Daniele Granata؛ زادهٔ ۱۳ ژوئن ۱۹۹۱) بازیکن فوتبال اهل ایتالیا است.
از باشگاه‌هایی که در آن بازی کرده‌است می‌توان به باشگاه فوتبال دلفینو پسکارا اشاره کرد.